# Квартет імені Лисенка
Струнний квартет імені М. В. Лисенка — український струнний квартет, заснований 1951 року. 1962 року з нагоди святкування ювілею 120-ї річниці від дня народження М. В. Лисенка квартетові було присвоєно його ім'я, а також надати почесне звання «Заслужений ансамбль УРСР» (1973). 1963 року колектив здобув перемогу на Міжнародному конкурсі імені Лео Вайнера в Будапешті.
У репертуарі колективу — твори класиків, зокрема Л. Бетховена, і сучасників. Особливу увагу Квартет приділяв українській музиці — в його виконанні звучали нові твори М. Скорика, А. Філіпенка, В. Сильвестрова, Є. Станковича, Л. Дичко, І. Карабиця.
Колектив брав участь в абонементах Колонного залу імені М. В. Лисенка, Москви та Санкт-Петербургу, мав гастролі в Прибалтиці, Парижі, Варшаві, Загребі, Токіо. У 1977 році Квартет був відзначений Державної премії України імені Тараса Шевченка.
Склад:
- Анатолій Баженов (перша скрипка);
- Олег Серединський (друга скрипка);
- Сергій Романський (альт);
- Іван Кучер (віолончель).

З квартетом пов'язана також діяльність інших артистів: О. Кравчука, Б. Скворцова, Б. Криси, Ю. Холодова, Л. Краснощока та В. Гайдука.